# Methode (Programmierung)
Methoden (englisch method oder member function) sind in der objektorientierten Programmierung Unterprogramme in der Form von Funktionen oder Prozeduren, die das Verhalten von Objekten beschreiben und implementieren. Über die Methoden des Objekts können Objekte untereinander in Verbindung treten.

## Definition
Das Kernstück jeder objektorientierten Programmierung bildet das Objekt. Allgemein kann man sagen, dass Objekte Attribute und Methoden enthalten. Dabei sind Attribute nur Variablen und Konstanten, die Werte aufnehmen können, und beschreiben damit das statische Wesen des Objektes. Im Gegensatz dazu gibt es die Methoden, die das gesamte dynamische Verhalten des Objektes oder einer Klasse charakterisieren. Sie enthalten die algorithmische Essenz des Objektes. In der objektorientierten Programmierung sind Methoden Teil der Definition einer Klasse.

## Methodenaufruf
In der Definition einer Methode können ein oder mehrere formale Parameter festgelegt werden, mit denen die Methode aufgerufen werden kann. Es gibt auch Methoden ohne Parameter. Ein formaler Parameter ist der Name einer Variablen und wird auch Übergabewert genannt. In vielen Programmiersprachen ist zusätzlich die Deklaration der Datentypen dieser Variablen nötig. Diese Datentypen können elementare Datentypen oder Klassen, also Objekttypen sein. Die Methode wird ausgeführt, wenn sie über den Methodennamen und passende aktuelle Parameter angesprochen wird. Die Anweisungen im Methodenrumpf werden dann mit diesen Übergabewerten ausgeführt. Diese Anweisungen werden von oben nach unten und von links nach rechts ausgeführt.
Der Name der Methode sowie die Anzahl, Art und Reihenfolge der zuweisungskompatiblen Datentypen der Parameter und falls vorhanden der Rückgabetyp definieren die Signatur der Methode.

## Beispiel
Das folgende Beispiel in der Programmiersprache C# zeigt die Methoden berechneEinnahmen(...), gibPartei(), wähleVorsitzender(...) und gibAnzahlDerAbgeordneten(...), die von den Klassen Partei, Abgeordneter und Parlament definiert werden. Die Parameter werden in den Klammern hinter dem Namen der Methode deklariert. Der Datentyp steht jeweils vor dem Namen der Variablen. Der Rückgabetyp steht vor dem Namen der Methode. Bei Methoden ohne Rückgabewert wird der Rückgabetyp void angegeben.
```
class
 
Partei

{

    
List
<
Person
>
 
mitglieder
;

    
double
 
mitgliedsbeitrag
;

    
// Methode mit zwei Parametern und mit Rückgabewert

    
double
 
berechneEinnahmen
(
double
 
spenden
,
 
double
 
sonstigeEinnahmen
)

    
{

        
return
 
mitglieder
.
Count
 
*
 
mitgliedsbeitrag
 
+
 
spenden
 
+
 
sonstigeEinnahmen
;

    
}

}

class
 
Abgeordneter

{

    
Partei
 
partei
;

    
// Methode ohne Parameter und mit Rückgabewert

    
Partei
 
gibPartei
()

    
{

        
return
 
partei
;

    
}

}

class
 
Parlament

{

    
List
<
Abgeordneter
>
 
abgeordnete
 
=
 
new
 
List
<
Abgeordneter
>
();

    
Abgeordneter
 
vorsitzender
;

    
int
 
maximalGroesse
;

    
// Methode mit einem Parameter und ohne Rückgabewert

    
void
 
wähleVorsitzender
(
Abgeordneter
 
abgeordneter
)

    
{

        
vorsitzender
 
=
 
abgeordneter
;

    
}

    
// Methode mit einem Parameter und mit Rückgabewert

    
int
 
gibAnzahlDerAbgeordneten
(
Partei
 
partei
)

    
{

        
int
 
anzahl
 
=
 
0
;

        
foreach
 
(
Abgeordneter
 
abgeordneter
 
in
 
abgeordnete
)

        
{

            
if
 
(
abgeordneter
.
gibPartei
()
 
==
 
partei
)

            
{

                
anzahl
++
;

            
}

        
}

        
return
 
anzahl
;

    
}

}

```

## Spezielle Arten von Methoden

### Konstruktormethoden
Konstruktoren sind spezielle Methoden ohne Ergebnistyp, deren Name mit dem Namen der Klasse übereinstimmt. Man muss also anfangen, Methoden in dem Kontext zu betrachten, in dem sie gebraucht werden bzw. definiert sind. Wie der Name vermuten lässt, dienen Konstruktoren dem „Erschaffen“ (Konstruieren) von Objekten nach einem gewissen Vorbild. Weiterhin kann man zwischen impliziten (vorgegebenen) und expliziten (selbst erstellten) Konstruktoren unterscheiden. Konstruktoren erfüllen die Aufgabe, die Variablen des Objekts zu initialisieren, d. h. ihnen einen Wert zuzuweisen.
Als Gegenstücke zu den Konstruktoren gibt es in einigen Sprachen wie C++ auch Destruktoren. In Java gibt es stattdessen Finalisierungsmethoden.

### Main-Methode in Java
Methoden können in der Programmiersprache Java nur dann ausgeführt werden, wenn sie von einem Objekt aufgerufen werden. Diese Objekte müssen aber vorher erzeugt werden. Wenn ein Programm gestartet wird, gibt es zuerst aber nur Klassen und noch keine Objekte. Irgendwo muss der Anfang gesetzt werden und das passiert in Java mit der main-Methode. Klassen, die eine main-Methode enthalten, sind ausführbare Klassen, da die main-Methode direkt von der Java Virtual Machine aufgerufen wird. Beispielsweise sorgt der Aufruf java Beispielklasse dafür, dass die Laufzeitumgebung versucht, in der Klasse Beispielklasse eine Methode mit Namen main, Rückgabetyp void und einem Stringarray als Parameter zu finden und auszuführen.
```
public
 
class
 
Beispielklasse
 
{

    
public
 
static
 
void
 
main
(
String
[]
 
args
)
 
{

        
for
 
(
String
 
arg
:
 
args
)
 
{

            
System
.
out
.
println
(
"Parameter: "
 
+
 
arg
);

        
}

    
}

}

```

### Überladen von Methoden
Beim Überladen von Methoden bekommen zwei oder mehrere Methoden denselben Namen. Welche dieser Methoden tatsächlich aufgerufen wird, hängt von den Parametern ab: es wird diejenige Methode ausgeführt, deren formale Parameter den tatsächlichen Parametern entsprechen, mit denen die Methode aufgerufen wird.

### Zugriffsmethoden
Die Zugriffsmethoden sind eigentlich normale Methoden, die einzelne Eigenschaften (Attribute) eines Objekts abfragen oder ändern können. Es hat sich im Programmierstil der objektorientierten Programmierung eingebürgert entsprechende Methoden mit den Präfixen get bzw. set zu versehen. Insbesondere in der Programmiersprache Java werden diese Methoden auch getter und setter genannt. Dahingegen lauten bei Microsoft Visual FoxPro die Schlagwörter für dieses Konzept Access- und Assign-Methoden.

### Multimethoden
In einigen Sprachen gibt es sogenannte Multimethoden, welche gleichzeitig auf mehreren Parameter-Objekten operieren und daher in mehreren Parametern polymorph sein können.

### Virtuelle Methoden
Eine virtuelle Methode ist eine Methode, bei der erst zur Laufzeit ermittelt wird, welche konkrete Implementierung verwendet wird. Dieses sogenannte dynamische Binden ermöglicht es, Methoden zu überschreiben bzw. zu überladen. Das Konzept der virtuellen Methoden wird von einem Compiler zum Beispiel mittels virtueller Tabellen umgesetzt.

### Statische Methoden
Einige objektorientierte Programmiersprachen wie beispielsweise Java unterscheiden
- Methoden, die von einem konkreten Objekt ausgeführt werden (Objekt- oder Instanzmethoden); sie können auf den Zustand des konkreten Objekts bzw. der Instanz zugreifen,
- Methoden, die ohne Objekt ausgeführt werden (statische oder Klassenmethoden); sie arbeiten nur mit Eigenschaften der Klasse.

Die o. g. main-Methode ist ein Beispiel für eine statische Methode.